# Les Aventures de Charlie Brown et de Snoopy
Les Aventures de Charlie Brown et de Snoopy (The Charlie Brown and Snoopy Show) est une série télévisée d'animation américaine en 18 épisodes de 23 minutes d'après les personnages créés par Charles M. Schulz, produite par Lee Mendelson / Bill Meléndez Productions, et diffusée entre le 17 septembre 1983 et le 12 octobre 1985 sur le réseau CBS.
La série a été doublée au Québec et diffusée sporadiquement à partir du 2 janvier 1985 à Radio-Québec.

## Synopsis
Entre un garçon qui rate tout, un chien beagle aux attitudes extravagantes, un oiseau jaune lui aussi aux attitudes extravagantes, une fille enquiquineuse ou encore un garçon aux attitudes paradoxales, les Peanuts nous font découvrir leurs personnalités et même ce qu'on ne savait pas sur eux et nous offre quelques minutes de rires.

## Personnages
- Charlie Brown : petit garçon malchanceux, maladroit et déprimé. Il joue le rôle du loser de la série et rate tout ce qu'il entreprend, aussi bien que, la seule personne qui l'aime et l'apprécie, c'est son double féminin, Charlotte Braun.
- Snoopy : Snoopy est le chien de race beagle de Charlie Brown. Il a des habitudes plutôt extravagantes, comme celle de dormir sur le toit de sa niche. Dans la série relancée, il a un amour confus pour Lucy.
- Woodstock : Woodstock apparaît dans la nouvelle série, c'est l'oiseau jaune de Charlie Brown et le meilleur ami de Snoopy. Il a lui aussi des habitudes extravagantes, comme celle de voler et parler à l'envers. Il parle donc à l'envers et exprime ces émotions par des  ?  ou des  !  et Snoopy ne comprend pas ce qu'il dit. Il est toutefois l'assistant personnel de ce dernier. Il se fait également accompagner des Oiseaux Scout de Snoopy : Bill et sa femme Harriet, Olivier, Raymond, Fred, Roy, Wilson et Conrad. Dans la série relancée, il est un protagoniste.
- Lucy van Pelt : Elle est la grande sœur de Linus et Rerun. Elle prend vite le rôle d'enquiquineuse. Dans la série relancée, elle garde son rôle d'enquiquineuse en étant parfois dominatrice. Elle tombe par ailleurs amoureuse de Schroder et fait tout pour qu'il la remarque. Dans la série d'origine, elle porte une robe bleu nuit alors que dans la série relancée, elle en porte une de couleur bleu clair.
- Linus van Pelt : Linus est un personnage primordial de la série, il est le meilleur ami de Charlie Brown. Il a une personnalité très paradoxale.
- Marcie : Marcie est une protagoniste de l'arrière-plan de la série relancée, c'est l'intellectuelle de la bande. Secrètement amoureuse de Charlie Brown (qu'elle appelle Charles), elle est néanmoins inséparable de Peppermint Patty, qu'elle appelle  monsieur , ce qui l'embarrasse.
- Peppermint Patty : De son vrai nom Patricia Reichardt, c'est une protagoniste de l'arrière-plan de la série relancée, aux attitudes de garçon manqué : Sportive, incapable de se concentrer en classe, reprise par Marcie, qui lui recommande de faire ces devoirs et la trouve bizarre. Elle est sans doute celle qui adhère le plus complaisamment aux « délires » de Snoopy (qu'elle prend volontiers pour un petit garçon). Elle est secrètement amoureuse de Charlie Brown dans la série relancée (qu'elle appelle Chuck).

Il existe un personnage de la série du nom de Patty qui est son portrait craché mais qui est plus aimante et moins colérique que Peppermint Patty. Elle passe son temps avec sa meilleure amie Violette à se moquer de Charlie Brown.
- Rerun van Pelt : Rerun est le petit dernier des van Pelt et l'antagoniste principal de la série relancée. La plupart du temps, son nom est un gag quand, Charlie l'appelle d'une manière drôle. Il aime beaucoup Snoopy et est son grand ami. Il aimerait avoir un chien comme Charlie Brown. Il a une personnalité grincheuse.
- Franklin : Protagoniste de la série relancée, il est un afro-américain. Il a rencontré Charlie Brown sur la plage, Sally ayant jeter la balle de Charlie dans la mer, c'est Franklin qui l'a reprend et voila comment il entre dans l'équipe. Il a une personnalité changeante.
- Sally Brown : à elle seule, protagoniste et antagoniste de la série relancée, Sally est la petite-sœur de Charlie Brown. Elle ne fait rien pour lui, mais, l'oblige toujours à faire quelque chose pour elle. Elle est paresseuse, Charlie pense même qu'elle n'a pas de cerveau. Elle est amoureuse de Linus (son gentil papou), ce qui n'est pas réciproque et elle est très mignonne, elle n'aime pas l'école comme Peppermint Patty. Elle a pour meilleure amie Eudora, une fille qu'elle a rencontrée à une colonie de vacances, trouillarde et superstitieuse, elle effraie Sally. De plus, cette dernière aime charmer Linus, ce que Sally n'aime pas.
- Schroeder : Antagoniste de la série, il est un musicien hors-pair, c'est un virtuose du piano, ceci depuis tout petit. Il a ainsi toute la chance du monde, puis est tout le contraire de Charlie Brown. Il est capable de faire la musique-portrait de n'importe quelle personne. Pour toutes ces raisons, Lucy est amoureuse de lui, et l'admire constamment.
- La Petite Fille Rousse : Antagoniste de la série, c'est la fille dont Charlie Brown est amoureux. Son visage n'a jamais été vu dans la série, mais son surnom a été énoncée à plusieurs reprises. Charlie Brown n'est jamais arrivé à lui révéler son amour ou même à s'approcher d'elle pour lui parler. Dans un épisode de la série originale son visage apparait alors qu'elle danse avec Charlie Brown à un bal et on découvre que son nom est Heather signifiant "bruyère" en français.
- Frieda : Antagoniste de la série relancée. Elle a un air glacial et aime prendre des risques. Dans la série relancée, elle aime se vanter d'avoir des cheveux naturellement bouclés. Elle pense que Snoopy est tout mou et paresseux, chose qui embarrasse toutefois, Charlie, dont elle est d'ailleurs amoureuse et dont elle a été la petite amie.
- Pig Pen : Antagoniste de la série relancée, lui aussi rate tout ce qu'il entreprend, mais pas parce qu'il est mou, plutôt parce qu'il est très crado et crasseux, comme un cochon (Pig). Recouvert de poussière et de poux, il ne se lave jamais. Contrairement à Charlie, il est fier de lui et s'énerve au moindre reproche. Peu importe donc ce que les autres pensent de lui, car il n'aime nul autre que LUI.

## Voix québécoises
- Ève Gagnier : Charlie Brown
- Hélène Lasnier : Peppermint Patty
- Nicole Fontaine : Sally Brown / Frieda
- Flora Balzano : Schroeder / Marcie / Pig-Pen
- Jocelyne Goyette : Linus Van Pelt
- Mirielle Lachance : Lucy Van Pelt

 Source et légende : version québécoise (VQ) sur Doublage.qc.ca